# Caleb Jones (Eishockeyspieler)
Caleb Jones (* 6. Juni 1997 in Arlington, Texas) ist ein US-amerikanischer Eishockeyspieler, der seit Juli 2024 bei den Los Angeles Kings aus der National Hockey League (NHL) unter Vertrag steht und parallel für deren Farmteam, die Ontario Reign in der American Hockey League (AHL) auf der Position des Verteidigers spielt. Zuvor war Jones bereits für die Edmonton Oilers, Chicago Blackhawks und Colorado Avalanche in der NHL aktiv.

## Karriere
Caleb Jones spielte in seiner Jugend für das Nachwuchsprogramm Dallas Stars Elite in seiner Heimat Texas. Zur Saison 2013/14 wurde er ins USA Hockey National Team Development Program (NTDP) aufgenommen, die zentrale Talenteschmiede des US-amerikanischen Verbandes USA Hockey. Für deren U17- und U18-Auswahlen, die gleichzeitig als Juniorennationalmannschaften fungieren, lief der Verteidiger in den folgenden zwei Jahren in der United States Hockey League (USHL) auf, der ranghöchsten Nachwuchsliga des Landes. Am Ende seiner Zeit dort wurde er im NHL Entry Draft 2015 an 117. Position von den Edmonton Oilers ausgewählt. Entgegen dem „klassischen“ Weg US-amerikanischer Spieler, nach der USHL ans College und somit in die NCAA zu wechseln, schloss sich Jones stattdessen den Portland Winterhawks aus der Western Hockey League (WHL) an. Dort überzeugte er in der Spielzeit 2015/16 mit 55 Scorerpunkten aus 72 Partien und unterzeichnete anschließend im April 2016 einen Einstiegsvertrag bei den Edmonton Oilers. Wenig später kam er zu seinem Profidebüt bei den Bakersfield Condors aus der American Hockey League (AHL), dem Farmteam der Oilers, kehrte jedoch anschließend für ein weiteres Jahr zu den Winterhawks zurück.
Zur Saison 2017/18 wechselte Jones schließlich fest in die Organisation der Edmonton Oilers, wo er vorerst weiterhin bei den Condors in der AHL eingesetzt wurde. Im Dezember 2018 kam er schließlich zu seinem Einstand in der National Hockey League (NHL), bevor er sich im Verlauf der Spielzeit 2019/20 im Aufgebot der Oilers etablierte. Im Januar 2020 unterzeichnete der US-Amerikaner einen neuen Zweijahresvertrag in Edmonton, verbrachte in der Folge jedoch nur noch das Folgejahr in Edmonton, da er im Juli 2021 samt einem konditionalen Drittrunden-Wahlrecht im NHL Entry Draft 2022 an die Chicago Blackhawks abgegeben wurde. Im Gegenzug erhielten die Oilers Duncan Keith und Tim Söderlund. Etwa zwei Wochen später verpflichteten die Blackhawks auch seinen Bruder Seth Jones, sodass die Brüder fortan gemeinsam in der „Windy City“ aktiv waren. Nach der Saison 2022/23 wurde sein auslaufender Vertrag nicht verlängert, woraufhin sich der Defensivakteur im August den Carolina Hurricanes anschloss. Bevor er jedoch eine Partie für die Organisation absolviert hatte, wurde Jones nur zwei Monate später im Tausch für Callahan Burke an die Colorado Avalanche abgegeben und zum Farmteam Colorado Eagles abgestellt. Im Juli 2024 wechselte er dann als Free Agent zu den Los Angeles Kings.

### International
Sein internationales Debüt gab Jones im Rahmen des NTDP bei der World U-17 Hockey Challenge im Januar 2014, wo er mit der US-amerikanischen U17-Auswahl die Goldmedaille gewann. Auf U18-Niveau folgte die Teilnahme an der U18-Weltmeisterschaft 2015, an deren Ende ebenfalls der Gewinn der Goldmedaille stand. Mit der U20-Nationalmannschaft errang der Abwehrspieler in der Folge bei der U20-Weltmeisterschaft 2017 auch den Weltmeistertitel dieser Altersstufe.

## Erfolge und Auszeichnungen
- 2014 Goldmedaille bei der World U-17 Hockey Challenge im Januar
- 2015 Goldmedaille bei der U18-Weltmeisterschaft
- 2017 Goldmedaille bei der U20-Weltmeisterschaft

## Karrierestatistik
Stand: Ende der Saison 2024/25

### International
Vertrat die USA bei:
- World U-17 Hockey Challenge 2014 (Januar)
- U18-Weltmeisterschaft 2015
- U20-Weltmeisterschaft 2017

(Legende zur Spielerstatistik: Sp oder GP = absolvierte Spiele; T oder G = erzielte Tore; V oder A = erzielte Assists; Pkt oder Pts = erzielte Scorerpunkte; SM oder PIM = erhaltene Strafminuten; +/− = Plus/Minus-Bilanz; PP = erzielte Überzahltore; SH = erzielte Unterzahltore; GW = erzielte Siegtore; 1 Play-downs/Relegation; Kursiv: Statistik nicht vollständig)

## Familie
Sein Vater Ronald „Popeye“ Jones absolvierte als Basketballspieler über 500 Partien in der NBA und ist dort seither auch als Assistenztrainer aktiv. Zudem spielt sein älterer Bruder Seth Jones seit 2013 ebenfalls in der NHL, wobei beide Brüder im Sommer 2021 nach Chicago wechselten.